# Ipimorpha nictitans
Ipimorpha nictitans är en fjärilsart som beskrevs av Barend J. Lempke 1942. Ipimorpha nictitans ingår i släktet Ipimorpha och familjen nattflyn. Inga underarter finns listade i Catalogue of Life.